# Monostichoplana tenuissima
Monostichoplana tenuissima är en plattmaskart som beskrevs av Ax 1956. Monostichoplana tenuissima ingår i släktet Monostichoplana och familjen Otoplanidae. Inga underarter finns listade i Catalogue of Life.